# Stefan Grodzicki (jeździec)
Stefan Grodzicki (ur. 4 sierpnia 1947 w Złotoryi, zm. 30 września 1976 w Bartoszycach) – polski jeździec, olimpijczyk z Monachium 1972.
Zawodnik specjalizujący się w skokach przez przeszkody oraz ujeżdżeniu. Przez całą karierę sportową (1960-1976) był związany z klubem LZS Liski.
Swój pierwszy sukces na arenie krajowej odniósł jako junior zdobywając w 1962 roku tytuł wicemistrza Polski juniorów w skokach przez przeszkody na koniu Boksana. W latach 1964–1965 zdobywał tytuł mistrza Polski Juniorów  w skokach przez przeszkody na koniu Czeladka. 
Kolejne sukcesy odnosił już startując w gronie seniorów. Był wielokrotnym medalistą mistrzostw Polski:
- złotym 
  - w ujeżdżeniu w roku 1976 (na koniu Kobryń)
- srebrnym
  - w ujeżdżeniu w latach 1972-1974 (na koniu Tarnów), 1975 (na koniu Kobryń)
  - w skokach przez przeszkody w latach 1967, 1969, 1973 (na koniu Biszka)
- brązowym 
  - w ujeżdżeniu w latach 1971 (na koniu Tarnów)
  - w skokach przez przeszkody w latach 1971-1972 (na koniu Biszka)

Na igrzyskach olimpijskich w 1972 w Monachium wystartował w konkursie skoków przez przeszkody zajmując indywidualnie 16. miejsce. Polska drużyna została sklasyfikowana na 12. miejscu (partnerami byli: Jan Kowalczyk, Piotr Wawryniuk).
Podczas powrotu z egzaminu magisterskiego w Wyższej Szkole Rolniczej w Olsztynie uległ wypadkowi samochodowemu. Zmarł w szpitalu w wyniku odniesionych obrażeń.